# Mepacrin
Mepacrin ist ein Arzneistoff, der früher zur Therapie und Malariaprophylaxe eingesetzt wurde. Vereinzelt wird Mepacrin heute noch zur Behandlung von Giardia-Infektionen eingesetzt.

## Entwicklung
Die Wirkung von Acridin-Derivaten als Antiprotozoikum hatte schon Paul Ehrlich um 1912 bei der Behandlung der Trypanosomiasis in Tierversuchen festgestellt. Nach dem Krieg wurden in verschiedenen Laboratorien eine Vielzahl von Derivaten auf ihre Wirkung bei Protozoen- und Bakterieninfektionen getestet. Mepacrin wurde um 1930 von Walter Kikuth bei der I.G. Farbenindustrie in Elberfeld (Bayer) in einem Screeningprogramm aus zirka 12.000 Substanzen als vielversprechendes Malariamittel entdeckt und 1932 nach Erprobung seiner Wirkung im Tierversuch in die Therapie eingeführt. Synthetisiert wurde es durch die Chemiker Fritz Mietzsch, Hans Mauss bei Bayer. Mepacrin kam unter verschiedenen Handelsnamen auf den Markt. Bekannt wurde es unter dem Namen Atebrin oder (in den USA) Quinacrine (Atabrine).

## Wirkungsmechanismus
Der Wirkungsmechanismus vom Mepacrin ist unklar; möglicherweise spielt die Bindung an DNA durch Interkalation eine Rolle. Mepacrin wirkt zudem als FIASMA (funktioneller Hemmer der sauren Sphingomyelinase).

## Historische Bedeutung
Die Entwicklung synthetischer Malariamittel war von militärischer Bedeutung, da man so von der Lieferung von Chinarinde zur Chiningewinnung aus Übersee unabhängig wurde. Im Zweiten Weltkrieg spielte Mepacrin auf deutscher Seite keine Rolle, da in der Zwischenzeit noch bessere Mittel wie das dem Chloroquin nah verwandte Sontochin entwickelt worden waren.

Mepacrin
Chloroquin
Sontochin

Auf Seiten der Alliierten wurde die Herstellung von Mepacrin als kriegswichtig angesehen, dementsprechend wurden in Großbritannien das Unternehmen Imperial Chemical Industries und ab 1941 in den USA das Unternehmen Winthrop mit der Herstellung beauftragt. Mepacrin war unter dem Namen Quinacrine das wichtigste Malariamittel der Alliierten in Südostasien. Verbesserte Mittel wie Chloroquin waren erst nach Kriegsende verfügbar. Laut Walter Sneader war die damalige Kriegsproduktion von Quinacrine und Penicillin der Grundstein dafür, dass die USA in der Nachkriegszeit zum größten Arzneimittelhersteller der Welt wurden.

## Heutige Nutzung
Mepacrin ist nicht als Arzneimittel zugelassen. In verschiedenen Ländern kann es mit einer Sondergenehmigung der Behörden im Einzelfall für Protozooeninfektionen in der Human- und Tiermedizin eingesetzt werden.